# Micaela Viciconte
Micaela Lorena Viciconte (Mar del Plata, provincia de Buenos Aires; 3 de mayo de 1989) conocida como Mica Viciconte es una guardavidas, deportista, actriz, modelo y presentadora argentina.
Se hizo conocida tras haber participado y ganado numerosas temporadas del reality Combate Argentina. Participó del programa Bailando por un sueño, en el año 2017 logró llegar a instancias finales del concurso, y en el año 2018 logró ser semifinalista del programa, su participación en Bailando por un sueño le permitió tomar más fama en redes sociales y convertirse en una influencer muy popular.
Fue panelista y trabajó en númerosos programas de TV como Todas las tardes, Incorrectas, El show del problema, Pampita Online, Está en tus manos, etc.
En 2021, fue conductora del programa de radio Show Attack y participó de la tercera temporada de Master Chef Celebrity Argentina, donde se consagró como la campeona del certamen.
En 2022, desempeña como panelista de la cocina junto a Ariel Rodríguez Palacios en Telefe Ariel en su salsa. En cual ganaron un Martín Fierro.

## Carrera
Estudió para ser guardavidas en el Sindicato del Mar. Se independizó a los dieciocho años por lo que empezó a trabajar dando clases de natación entre otros puestos laborales. Tras un periodo en paro laboral unido a una situación personal difícil se trasladó a Buenos Aires.
En 2014 debutó como participante en el programa de competencia física Combate, donde logró llegar a la final junto al "Equipo verde" y ganar la temporada; además el público la eligió como Campeona Absoluta llevándose un premio extra de cien mil pesos argentinos. Poco después aceptó participar de la Segunda generación, donde fue nominada en cuatro ocasiones y se convirtió en la 15.ª eliminada dos semanas antes de la final.
En 2015 recibió una propuesta laboral en Chile para trabajar como promotora. Al regresar a la Argentina participó de la cuarta generación de Combate donde luego de 67 días y tres nominaciones fue eliminada. En la quinta generación logró llegar a la final tras más de cien días de competencia pero no logró ganar la final.
En 2016 participó de la sexta generación donde nuevamente logró llegar a la final tras más de cien días de competencia pero no logra ganar la final. Para la séptima generación tras el furor en las redes sociales junto a su eterna rival, Flor Vigna, se convirtió en capitana del Equipo verde. Poco antes de finalizar la temporada, Micaela junto a su pareja, en ese momento, decidió renunciar al programa causando gran revuelo en los fanáticos. Posteriormente el público la votó para reingresar; así logró coronarse ganadora junto a su equipo.
En 2017 participó de las temporadas ocho, nueve y diez de Combate en todas las cuales logró coronarse como Campeona Absoluta. Además ingresó al Bailando por un sueño 2017 en lugar de Naiara Awada. Después de eliminar varias figuras como Yanina Latorre, Mariela Anchipi y Jey Mammón, fue eliminada por Flor Vigna, ocupando el quinto lugar del certamen emitido por Showmatch. Debutó como panelista de Todas las tardes.
En 2018, en su última generación de Combate, nuevamente logró coronarse como Campeona Absoluta. Además participó del Bailando 2018, donde fue sentenciada en cuatro ocasiones y eliminó a Benjamín Alfonso, Cinthia Fernández, Diego Ramos y Lourdes Sánchez, siendo finalmente eliminada por Julián Serrano y Sofía Morandi en la semifinal. Se desempeñó como panelista (presentadora de televisión) en Incorrectas desde entonces.
Debutó en el cine interpretando a Anna en la quinta entrega de la saga de Bañeros.
En mayo de 2020 anunció a través de sus redes que se sumaría al panel de El show del problema, luego de dejar Incorrectas tras la salida del aire del mismo.
Además, se desempeñó como panelista en Pampita Online.
En el año 2021 participó de la 3.ª edición de MasterChef Celebrity consagrándose como ganadora.
Actualmente se encuentra como panelista en el programa de cocina Ariel en su salsa.

## Vida personal
Desde 2017 es pareja del exfutbolista Fabián Cubero. Tienen un hijo en común llamado Luca Cubero, nacido en 2022.

## Filmografía

### Televisión
| Año           | Título               | Título                                      | Rol                      | Medio    | Notas                          |
| ------------- | -------------------- | ------------------------------------------- | ------------------------ | -------- | ------------------------------ |
| 2014          | Bandera de Argentina | Combate                                     | Participante             | El Nueve | Ganadora                       |
| 2014          | Bandera de Argentina | Combate 2G                                  | Participante             | El Nueve | 15.ª eliminada                 |
| 2015          | Bandera de Argentina | Combate 4G                                  | Participante             | El Nueve | 9.ª eliminada                  |
| 2015          | Bandera de Argentina | Combate 5G                                  | Participante             | El Nueve | Subcampeona                    |
| 2016          | Bandera de Argentina | Combate 6G                                  | Participante             | El Nueve | Subcampeona                    |
| 2016          | Bandera de Argentina | Combate Evolución                           | Capitana Equipo Verde    | El Nueve | Ganadora / Abandono voluntario |
| 2016          | Bandera de Argentina | LOS40 Music Awards                          | Coconductora             | El Nueve |                                |
| 2016          | Bandera de Perú      | Combate: Temporada Final                    | Participante             | ATV      | Abandono forzado               |
| 2017          | Bandera de Argentina | Combate 8G                                  | Participante             | El Nueve | Ganadora                       |
| 2017          | Bandera de Argentina | Combate 9G                                  | Participante             | El Nueve | Ganadora                       |
| 2017          | Bandera de Argentina | Combate, 10.ª Generacion                    | Participante de refuerzo | El Nueve |                                |
| 2017          | Bandera de Argentina | Showmatch: Bailando 2017                    | Participante             | El Trece | 21.ª eliminada                 |
| 2017–2018     | Bandera de Argentina | Combate Revancha                            | Participante             | El Nueve | Ganadora                       |
| 2017–2018     | Bandera de Argentina | Todas las tardes                            | Panelista                | El Nueve |                                |
| 2018          | Bandera de Argentina | Showmatch: Bailando 2018                    | Participante             | El Trece | Semifinalista                  |
| 2018          | Bandera de Argentina | La tribuna de Guido                         | Staff                    | El Trece |                                |
| 2018–2020     | Bandera de Argentina | Incorrectas                                 | Panelista                | América  |                                |
| 2020          | Bandera de Argentina | El show del problema: En casa               | Panelista                | El Nueve |                                |
| 2020          | Bandera de Argentina | Pampita Online                              | Panelista                | Net TV   |                                |
| 2020          | Bandera de Argentina | Cantando 2020                               | Participante             | El Trece | 9.ª eliminada                  |
| 2020–2021     | Bandera de Argentina | Bienvenidos a bordo                         | Staff                    | El Trece |                                |
| 2021          | Bandera de Argentina | Está en tus manos                           | Staff                    | El Nueve |                                |
| 2021–2022     | Bandera de Argentina | MasterChef Celebrity Argentina              | Participante             | Telefe   | Ganadora                       |
| 2022          | Bandera de Argentina | MasterChef Celebrity Argentina: La Revancha | Participante             | Telefe   | 1.er eliminada                 |
| 2022–presente | Bandera de Argentina | Ariel en su salsa                           | Panelista                | Telefe   |                                |
| 2025          | Bandera de Argentina | Buen Telefe                                 | Columnista de reemplazo  | Telefe   |                                |

### Cine
| Año  | Título               | Título                       | Personaje | Distribución              | Notas          |
| ---- | -------------------- | ---------------------------- | --------- | ------------------------- | -------------- |
| 2018 | Bandera de Argentina | Bañeros 5: Lentos y cargosos | Anna      | Buena Vista International | Coprotagonista |

### Teatro
| Año       | Título               | Título                                | Personaje | Lugar            | Notas          |
| --------- | -------------------- | ------------------------------------- | --------- | ---------------- | -------------- |
| 2018–2019 | Bandera de Argentina | Nuevamente juntos, un amor de revista | Varios    | Mar del Plata    | Coprotagonista |
| 2019–2020 | Bandera de Argentina | Atrapados en el museo                 | Carola    | Villa Carlos Paz | Coprotagonista |

### Radio
| Año       | Título               | Título        | Rol        | Radio     | Notas |
| --------- | -------------------- | ------------- | ---------- | --------- | ----- |
| 2021–2022 | Bandera de Argentina | Show Attack 5 | Conductora | Radio Top |       |

## Premios y nominaciones
| Año  | Premios                       | Categoría                                   | Trabajo    | Resultado |
| ---- | ----------------------------- | ------------------------------------------- | ---------- | --------- |
| 2014 | Fans Awards                   | Mejor Beso (compartido con Julián Stravitz) | Combate    | Nominados |
| 2014 | Fans Awards                   | Honestidad Brutal                           | Ella misma | Nominada  |
| 2015 | Premios Notirey               | Diosa de Combate                            | Combate    | Ganadora  |
| 2015 | Fans Awards                   | Diosa                                       | Ella misma | Ganadora  |
| 2015 | Fans Awards                   | Actitud del Año                             | Ella misma | Nominada  |
| 2017 | Premios Martín Fierro Digital | Mejor Estrella Digital                      | Ella misma | Nominada  |
| 2017 | Fans Awards                   | Diosa                                       | Ella misma | Ganadora  |
| 2017 | Fans Awards                   | Mejor Fandom                                | Ella misma | Ganadora  |
| 2017 | MTV Millennial Awards         | Instagrammer nivel Dios - Argentina         | Ella misma | Ganadora  |
| 2017 | Premios Los Más Clickeados    | Famosos con Más Rating en Internet          | Ella misma | Ganadora  |
| 2017 | Kids' Choice Awards Argentina | Chica Trendy                                | Ella misma | Ganadora  |
| 2017 | Kids' Choice Awards Argentina | Mejor Famdom                                | Ella misma | Ganadora  |
| 2018 | Fans Awards                   | Mejor Fandom                                | Ella misma | Ganadora  |
| 2018 | MTV Millennial Awards         | Instagrammer nivel Dios - Argentina         | Ella misma | Nominada  |
| 2018 | Premios Los Más Clickeados    | Famosos con Más Rating en Internet          | Ella misma | Ganadora  |
| 2018 | Kids' Choice Awards Argentina | Instagramer favorito                        | Ella misma | Ganadora  |
| 2019 | Premios Los más clickeados    | Famosos con Más Rating en Internet          | Ella misma | Ganadora  |